# Donji Andrijevci
Donji Andrijevci jsou sídlo a správní středisko stejnojmenné opčiny v Chorvatsku v Brodsko-posávské župě. Nachází se asi 21 km severovýchodně od Slavonského Brodu. V roce 2011 žilo v sídle samotném 2 496 obyvatel, v celé opčině pak 2 508 obyvatel.
Součástí opčiny jsou celkem čtyři trvale obydlená sídla.
- Donji Andrijevci – 2 496 obyvatel
- Novo Topolje – 155 obyvatel
- Sredanci – 322 obyvatel
- Staro Topolje – 736 obyvatel

Opčinou procházejí župní silnice Ž4163, Ž4202, Ž4217 a Ž4218. Blízko prochází dálnice A5, na níž se nachází odpočívka Odmorište Andrijevci, která byla podle opčiny pojmenována. Jižně protéká řeka Biđ, samotnými Donji Andrijevci pak potok Svržnica.